# Registro italiano navale
O Registro italiano navale (abreviado para RINA, ou R. I. An.) foi fundado em Génova , em junho de 1861, e depois de várias mudanças de nome e tarefas assumiu em 1938 o seu título atual.

## Origem
O nome original, "Registro italiano navale ed aeronautico" (sigla RINA) foi alterado para o atual "Registro italiano navale" para a separação das atividades de verificação na Aeronáutica.
A origem das sociedades de classificação está ligada à necessidade dos armadores e companhias de seguros marítimas para nomear um terceiro para avaliar o conhecimento técnico da segurança dos navios, e, portanto, sua confiabilidade e o risco para aseguradora.
A RINA é o terceiro registo de envio de classificação do mundo para a data da fundação, após a empresa do Reino Unido,  Lloyd's Register fundada em (1764) e o Bureau Veritas francesa (1828); também é um membro fundador daIACS (international Association of classification societies), que reúne as dez empresas mais confiáveis da tabela de classificação.
Nos principais registos de todo o mundo estão a American Bureau of Shipping (ABS), Det Norske Veritas (DNV), Germanischer Lloyd (GL).

## O nome
O primeiro instituto para a classificação de navios mercantes na Itália foi fundada em Génova, em 1861 , sob o nome de Registro italiano.
Foi reformada em 1910 com o nome de Registro nazionale italiano, alterado pelo decreto real de 18 de novembro de 1917 , para o Registro navale italiano.
Após a fusão com a austro-húngaro Veritas em 9 de junho de 1921, foi retomado o antigo nome do Registro italiano.
Por volta de 1927 foi dada ao Instituto de serviço de classificação de aeronaves destinadas a serviços públicos, levando o nome de Registro italiano navale ed aeronautico (R.I.N.ed A.).
A partir do dia 24 de novembro de 1938, foi criado separadamente, o Registro aeronautico italiano, colocando a mando do então Ministério da aeronáutica e, por conseguinte, o Instituto retomou o antigo nome de Registro italiano navale (R.I.NA.).

## Negócios
Rina é uma fundação de direito privado, que atua principalmente na classificação de navios.
O certificado de classificação é o documento que certifica que um navio foi projetado e construído em conformidade com as normas/critérios estabelecidos pela classificação da Sociedade em si (que, por sua vez tem conformidade com os princípios estabelecidos internacionalmente a partir da Organização Marítima Internacional), e, portanto, é o direito à atividade para a qual ele foi concebido. A fim de manter a sua classe, enquanto ele está em serviço, o navio deve ser sujeito a inspecções periódicas (normalmente um ano) e verificações mais aprofundadas e detalhadas, que acontecem a cada cinco anos. Tais inspecções tornam-se mais detalhadas, com o envelhecimento dos navios.
A inscrição no registo é obrigatória na Itália, assim como ato ofical noutros países. O registo e a lista oficial anual publicada por cada um dos principais registos de navios mercantes navais do mundo. O registo de número de série é o registo realizada pelo departamentos marítimos ou escritórios de portos para a inscrição de embarcações afectas à navegação marítima, de propriedade de residentes na jurisdição do departamento ou escritório portuário, desde que tenham os requisitos para a identificação e nacionalidade. A partir deste registo são também informados atos as transferência de propriedade e direitos reais em navios. O certificado de registo náutico é emitido por um cartório de registo civil para a classificação de navios e atesta que "classe" o navio pertence.
A classificação de um navio é essencial para o projeto estrutural e de técnicos de operação de navios e afeta de construção naval, manutenção e reparação, no frete, na mediação de seguros, bem como sobre a actividade da banca.
A incapacidade de cumprir com as regras e regulamentos, ou a não conformidade com as recomendações a seguir a uma inspecção para a classificação, pode resultar na suspensão ou retirada de classe, chamada de desclassificação. Segue-se que a certificação de acordo com a lei emitido em função da classificação será invalidado.
As permissões mais comuns estão ligados a convenções Internacionais de Load Line, SOLAS, MARPOL e a Tonelagem. Estas convenções são contidos em Códigos que são obrigatórias, que incluem o transporte de mercadorias perigosas, tais como os Códigos internacionais de gás e substâncias químicas, bem como o resultante de procedimentos para a "gestão segura" (safe management).
A maioria das apólices de seguro de transporte inclui uma Cláusula de Classificação, o que indica que a carga transportada pelos navios classificados por membros da International Association of Classification Societies (IACS), sem qualquer modificação, sujeito a algumas restrições, serão classificadas de acordo com as taxas acordadas na política. Os membros do IACS executam as atividades institucionais em nome dos estados-membros da Organização Marítima Internacional (IMO). Mais de 100 governos de todo o mundo delegam a autoridade aos membros do IACS.

## Estatutos e órgãos
A Rina está entre as entidades sujeitas à supervisão do Ministério de Infra-estrutura e de Transporte italiana, bem como aENAC (Agência nacional de aviação civil), ANAS (estradas nacionais), etc.
Os órgãos da fundação são nomeados por várias entidades pertencentes ao setor marítimo, por exemplo, o Ministério dos Transportes, associações de armadores, companhias de seguros e estaleiros navais. Em particular, podemos distinguir os seguintes:
- o conselho de administração, composto de 28 membros, para um mandato de quatro anos;
- o comité técnico, composto de 7 membros, para um mandato de quatro anos;
- o conselho fiscal, composto de três membros, eleitos por três anos.

O estatuto da fundação foi emitido por último, com base do disposto no art. 13 de d. lgs. 314/1998, e aprovado com decreto de 18 de maio de 1999; a última reforma foi fornecida para o spin-off, sob o controle da entidade, uma estrutura operacional, na forma de joint-stock company (RINA SpA), com sede em Génova.

## Evolução
A Rina tem operado desde 1999 sob um regime de monopólio sobre o navios na Itália; e, na sequência da liberalização aplicadas dentro da União Europeia, está hoje em concorrência com a de outros grandes registos no mundo.
A Agência também diversificou as suas atividades, ampliando a certificação de Qualidade (norma ISO no campo da empresa, processos, ambientais, éticos, etc.) e indústriais (plataformas offshore, plantas petroquímicas, de imóveis). Com particular referência para a questão ambiental, a RINA tem criado alguns anos atrás, uma notação de classe para a protecção ambiental: a Green Plus. Isso representa um índice de desempenho ambiental do iate; ele é um regulamento voluntário que dizem que é a liberdade de armadores e construtores de design de um iates de acordo com as regras e sustentabilidade. O quadro regulamentar exige que qualquer solução técnica que pode reduzir o risco de impacto ambiental. Na ocasião do Mónaco Boat Show, em setembro de 2009, eles foram entregues três certificados de notação Verde, Além de três iates construído na Itália, enquanto na China, o Green Voyager, é o primeiro iate híbrido de 45 m que foi aplicada para a certificação Green Plus.
A RINA também opera no sector ferroviário, onde foi credenciada pelo Ministério da Infra-estrutura e de Transporte de italiano como um Organismo Notificado para a directiva 2008/57/CE relativa à Interoperabilidade do sistema ferroviário em linhas de alta velocidade e convencional. RINA desenvolveu certificação ferroviária desde laboratórios, em Génova, onde ele é capaz de executar os testes para verificação de conformidade às especificações técnicas de interoperabilidade (ETI), da directiva 2008/57/CE ferroviária de produtos EUROBALISE, ETCS, GSM-R e EUROLOOP. RINA SpA é também o VIS (independente de segurança do avaliador) reconhecido pela Agência nacional para a segurança dos caminhos-de-ferro (ANSF).